# 阿佩勒
阿佩勒（法語：Appelle，法語發音：[apɛl]）是法国奧克西塔尼大區塔恩省的一个市镇，属于卡斯特尔区。

## 地理
阿佩勒（43°34'54"N, 1°57'13"E）面积3.87 平方千米，位于法国奧克西塔尼大區塔恩省，该省份为法国南部内陆省份，北起顺时针与阿韦龙省、埃罗省、奥德省、上加龙省和塔恩-加龙省接壤。
与阿佩勒接壤的市镇（或旧市镇、城区）包括：贝特尔、拉克鲁瓦西耶、皮洛朗斯。

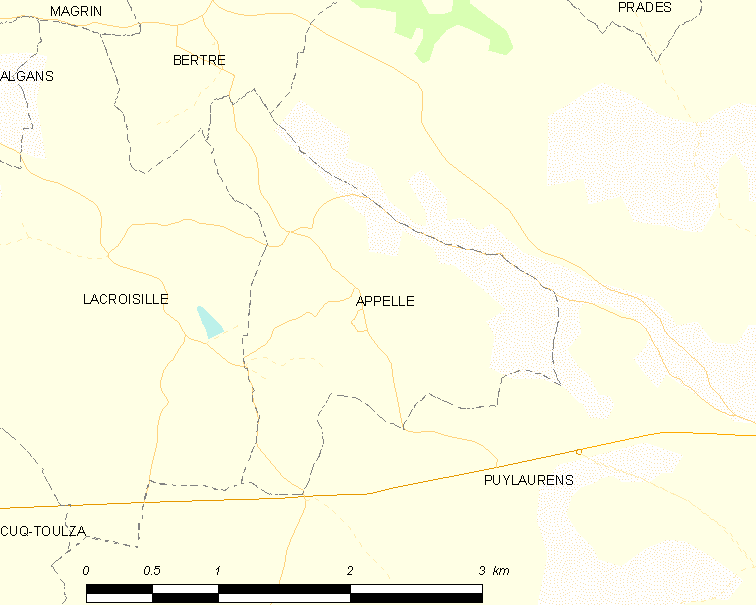
阿佩勒的OSM定位图

阿佩勒的时区为UTC+01:00、UTC+02:00（夏令时）。

## 行政
阿佩勒的邮政编码为81700，INSEE市镇编码为81015。

## 政治
阿佩勒所属的省级选区为勒帕斯泰勒县。

## 人口

1962-2008年间阿佩勒人口变化图示

阿佩勒于2022年1月1日时的人口数量为69人。